# Flugplatz Old Harbor

i7
i11
i13
Der Flugplatz Old Harbor (IATA-Code: OLH, FAA-LID: 6R7) ist ein Flugplatz mit unbefestigter Piste, welcher sich 2,8 km nordöstlich von Old Harbor befindet, im Kodiak Island Borough auf Kodiak Island in Alaska.

## Infrastruktur
Der Flugplatz Old Harbor befindet sich auf einer Höhe von 17 Metern über dem Meer, hat eine Piste mit der Bezeichnung 03/21, welche 838 × 18 m misst.